# FK Pari Nizjni Novgorod
FK Pari Nizjni Novgorod (Russisch: ФК «Пари Нижний Новгород») is een Russische voetbalclub uit de stad Nizjni Novgorod. Tussen 2007 en 2012 bestond er ook een andere voetbalclub met de naam FK Nizjni Novgorod.

## Geschiedenis
De club werd opgericht in 2015 als Volga-Olimpijets Nizjni Novgorod als een satellietclub van Volga Nizjni Novgorod en begon in de tweede divisie, de Russische derde klasse. De club eindigde op een derde plaats. Nadat Volga Nizjni Novgorod ontbonden werd in juni 2016 nam de club de naam Olimpijets aan en werd zo meteen de eerste club van de stad. In 2018 werd de naam FK Nizjni Novgorod aangenomen. De club promoveerde in 2019 naar de tweede klasse. 
In het seizoen 2020/21 eindigde de club als 3e de Russische eerste divisie. Omdat de als tweede geplaatste club FK Orenburg geen Premjer-Liga-licentie kreeg vanwege problemen met hun stadion, promoveert Nizjni Novgorod met ingang van het seizoen 2021/22 voor het eerst naar de Premjer-Liga.

## Naamswijzigingen
- 2015–2016: FK Volga-Olimpiyets Nizjni Novgorod
- 2016–2018: FK Olimpiyets Nizjni Novgorod
- 2018–2022: FK Nizjni Novgorod
- Sinds 2022: FK Pari Nizjni Novgorod

## Eindklasseringen (grafisch) vanaf 2016
| 3 |

| 1 |

| 12 |

| 4 |

| 11 |

| 3 |

| ? |

| Premjer-Liga | FNL | 2e divisie |

Chimki ·
Achmat Grozny · 
Krasnodar · 
Roebin Kazan · 
Dinamo Machatsjkala ·
CSKA Moskou ·
Dinamo Moskou ·
Lokomotiv Moskou ·  
Spartak Moskou · 
Pari Nizjni Novgorod ·
Rostov ·  
Orenburg · 
Krylja Sovetov Samara ·
Zenit Sint-Petersburg · 
Akron Toljatti ·
Fakel Voronezj